# 堺市立若松台中学校
堺市立若松台中学校（さかいしりつ わかまつだい ちゅうがっこう）は、大阪府堺市南区にある公立中学校。
前身校の堺市立泉ヶ丘西中学校を母体として、1970年に新設開校した。泉北ニュータウン泉ヶ丘地区とその周辺の農村地帯を校区に含む。
2006年度 - 2008年度の3年間は、科学教育パイロット校区に指定されていた。

## 沿革
- 1970年4月1日 - 堺市立若松台中学校として、現在地に創立。
- 1970年11月11日 - 開校式。
- 1971年9月8日 - 校旗伝達式。
- 1973年9月11日 - プール新築工事完成。
- 1973年11月9日 - 体育館新築工事完成。

### 前身校
1947年4月1日に当時の泉北郡上神谷村に創立した上神谷村立中学校を前身とする。その後町村合併に伴い、泉ヶ丘町立西中学校（1955年改称）、堺市立泉ヶ丘西中学校（1959年改称）を経て、堺市立若松台中学校となった。

## 通学区域
- 堺市立茶山台小学校、堺市立上神谷小学校、堺市立若松台小学校の通学区域。
  - 堺市南区 茶山台、若松台、泉田中、豊田、富蔵、鉢ヶ峯寺、片蔵の全域。
  - 堺市南区 釜室、畑、槇塚台2丁のそれぞれ一部。

## 交通
- 南海泉北線　泉ケ丘駅2番乗り場から南海バス若松台回り（16系統）、鉢ヶ峯行き（24、24-1系統）、畑行き（23系統）に乗車し、「若松台中学校前」バス停下車すぐ。

## 著名な卒業生
- 黒崎輝 - 元俳優、元歌手
- 後藤仁 - 日本画家・絵本画家、金唐革紙の製作[1]
- 太田和利 - プロバスケットボール選手（bjリーグ・富山グラウジーズ所属）：1997年卒業
- 阪本章史 - BMX選手（2008年度オリンピック代表）